# Otar Patsatsia
Otar Patsatsia (15 maggio 1929 – Tbilisi, 9 dicembre 2021) è stato un politico, ingegnere e dirigente d'azienda georgiano.

## Biografia
Per molti anni burocrate del PCUS e dirigente d'impresa, Patsatsia fu primo ministro della Georgia dal 1993 al 1995 sotto la presidenza di Eduard Shevardnadze, in piena guerra civile e crisi economica. La sua nomina a premier era stata un tentativo di placare i sostenitori dell'ex presidente Zviad Gamsakhurdia, deposto nel 1992. Dal 1995 al 1999 Patsasia fece ancora parte del Parlamento, dopodiché non svolse più alcun ruolo in politica.
Otar Patsatsia è morto a 92 anni nel dicembre del 2021, per complicazioni da Covid-19.